# Olaria (Aracaju)
Olaria é um bairro da zona oeste de Aracaju. Limita-se ao norte com o Jardim Centenário, a leste com o Santos Dumont e o José Conrado de Araújo, ao sul com o Capucho e a oeste com o Parque São José, já no município de Nossa Senhora do Socorro. O bairro é frequentemente chamado de São Carlos, embora este não seja seu nome oficial. Lá estão localizados vários conjuntos habitacionais, dentre os quais se destaca o Conjunto Veneza.

## Denominações do bairro ao longo do tempo
A área correspondente aos bairros Olaria, Jardim Centenário e Bugio já recebeu várias denominações. No início do século XX era chamado de Leprozário já que havia um hospital e um cemitério para leprosos. Em meados do mesmo século passou a ser chamado de Matadouro por causa do frigorífico e abatedouro público instalado na região. Depois passou a se chamar Olaria por conta de uma fábrica de tijolos e telhas [carece de fontes?]. Desde o início do século XXI passou a receber a denominação de São Carlos por conta de um loteamento com este nome[carece de fontes?]. Contudo, nos mapas e documentos oficiais da prefeitura de Aracaju ainda recebe o nome de Olaria.

## Urbanização
O bairro margeia a BR-235 e é formado por vários conjuntos habitacionais como o Veneza, Loteamento São Carlos, Maria do Carmo II e Nova Liberdade, sendo esses três últimos antigas áreas de invasão que depois receberam melhoramentos públicos.
É uma das comunidades mais pobres de Aracaju tendo vários problemas urbanos dentre outros. Outro problema grave na região são os atropelamentos já que fica às margens da BR-235. Apesar de haver duas passarelas na área, muitos moradores preferem arriscar-se numa travessia perigosa em um trecho duplicado e movimentado da rodovia.

## Transporte Público
Duas linhas radiais ligam o bairro ao Centro. A 610-São Carlos/Centro e a 710-DER/Veneza. Por localizar-se na principal entrada/saída de Aracaju é atravessado por diversas linhas metropolitanas e intermunicipais. Há ainda o serviço de táxi-lotação, linha D.E.R., também com destino ao Centro.

## Principais Logradouros
- Avenida Santa Gleide
- Avenida Matadouro
- Avenida Alcides Fontes
- Avenida Osvaldo Aranha
- BR-235